# Nivas
 Srinivasan Ragunathan conocido artísticamente como Nivas, es un cantante de playbak indio.

## Carrera
Nivas ha interpretado en cuatro idiomas nativos del sur de la India. También canto para compositores destacados como ARRahman, GV Prakash Kumar, Vijay Antony, Harris Jayaraj, Karthik Raja, VidhyaSagar, James Vasanthan, Thaman, M.Ghibran, C.Sathya, D.Imman, Gopi Sunder y Sachin Jigar. Su canción debut cantado en Malayalam para la productora "VidhyaSagar Nilamalare", fue interpretado para una película de éxito titulado "Diamond Necklace".

## Premios
Nivas ganó un reconocimiento como Mejor Cantante Masculino de playback, en los Premios del "Cine Vanitha", por la película "Diamond Necklace". También ganó otros premios como mejor intérprete de Malayalam, reconocido por los premios "Mirchi Music Award South 2013" de "Diamond Necklace". Ha sido nominado también para los premios "Filmfare" para "Nilamalare".